# Опсада тврђаве Касаги
Опсада тврђаве Касаги (1331), прва битка Генко рата (1331-1333), између снага шогуната Камакура и присталица цара Го-Даигоа, који се побунио против војне диктатуре клана Хоџо у Јапану.

## Битка

### Царева побуна
Током осмог месеца 1331. године, Го-Даиго је побегао из главног града и „поново успоставио своје царско пребивалиште“ у храму Касаги, на граници између Јамата и Јамашира. Тамо је на брзину подигао утврђења и почео да шаље позиве на оружје. Као одговор, шогунат је послао Сасаки Токинобуа, који је командовао трупама из Омија и појачан са 800 коњаника под породицама Куге и Наказава из провинције Тамба, да га заробе. Првог дана деветог месеца, када се 300 извиђача из ове војске, под Такахаши Маташироом, приближило подножју планине Касаги, упали су у заседу и били разбијени од посаде замка.

### Опсада
„Замак Касаги ” заправо је био храм подигнут на стрмом брду, утврђен палисадом. По Таихеикију, снаге бранилаца износиле су око 3.000 коњаника, што је највероватније претеран број.
Забринут да ако би се „прошириле гласине о томе како су [људи шогуната] изгубили ову прву битку и како је замак победио, ратници из разних провинција ће галопирати да се окупе тамо“, шогунат Камакура је одмах послао огромну војску– према Таихеикију скоро 75.000 људи – да опседну замак.
У зору, трећег дана деветог месеца, ова сила је напала Касаги „са свих страна“. Али браниоци замка су жестоко узвратили, обасипајући трупе у нападу камењем и стрелама тако да:
Људи и коњи падали су једни на друге са источних и западних падина око замка, испуњавајући дубоке долине и гушећи путеве лешевима. Река Козу је текла крвљу, као да њене воде одражавају гримиз јесењег лишћа. Након овога, иако су се опсадне снаге ројиле као облаци и магла, нико се није усуђивао да нападне замак.
Након што је општи напад од 3. септембра одбијен са знатним губицима, војска шогуната Камакура одустала је од даљих напада и ограничила се на опсаду и гађање стрелама. 

### Ширење побуне
Док су вође шогуната стајале задржане испред замка Касаги, „који се држао снажно и није пао чак ни када су га даноноћно нападале велике снаге из многих провинција“, у позадини су им други царски лојалисти „подизали велики број побуњеника, а гласници су свакодневно журили у штаб шогуна”:
Једанаестог дана тог месеца, из Кавачија је послат курир који је извештавао: „Од када је онај по имену Кусуноки Хјое Масашиге подигао свој барјак у служби цара, они са амбицијама су му се придружили, док су они без амбиција побегли на исток и запад. Кусуноки је импресионирао поданике своје провинције и саградио је тврђаву на планини Акасаки изнад свог дома, коју је опскрбио са онолико намирница колико је могао да превезе и са посадом од више од 500 коњаника. Ако наш одговор касни, ово би заиста требало да постане проблематично. Морамо одмах усмерити своје снаге ка њему!“ ...
У међувремену, тринаестог дана тог месеца из Бинга је послат курир са поруком да: „Свештеник Сакурајама Широ и његови рођаци подигли су царске заставе и утврдили [Кибицу] светилиште ове провинције. Откако су се у њему сместили, побуњеници из оближњих провинција галопирају да им се придруже. Њихов број је сада више од 700 коњаника. . . . Ако их не ударимо брзо, пре него што ноћ уступи место дану, ово ће постати огроман проблем.” 

### Пад тврђаве
Тврђава је пала последњег дана деветог месеца, када су двојица самураја жељних славе, Сујама Јошитака и Комијама Џиро, током ноћи успела да се увуку у тврђаву преко слабо чуване северне стране, која је била веома стрма. Након што су обишли тврђаву изнутра и преварили будне браниоце претварајући се да су официри који обилазе стражу, подметнули су пожар на више места. У хаосу који је настао, главнина армије шогуната поново је напала и замак је пао. Цар Го-Даиго успео је да побегне, али је заробљен неколико дана касније (са само двојицом пратилаца) када је покушао да се придружи својим присталицама које су држале тврђаву Акасака. Укупно је заробљено 60 царевих присталица, од дворана до гардиста и монаха из Наре и Кјота, укључујући и двојицу царевих синова.

## Последице
Цар Го-Даиго је под стражом спроведен у Рокухару (штаб шогуната у Кјоту) где је 9. септембра предао крунске драгуље (огледало, драги камен и мач) новом цару Когону (владао 1331-1333), после чега је протеран на острво Оки у Јапанском мору. Међутим, побуна против шогуната у његово име није се угасила, пошто су принц Моринага и Кусуноки Масашиге наставили да се боре. Тврђава Акасака одржала се још три недеље, а Моринага и Кусуноки успели су да побегну и наставе герилске нападе по провинцијама Јамато и Кавачи све до царевог повратка 1333.